# Marky Ramone
Marky Ramone, właściwie Marc Steven Bell (ur. 15 lipca 1956 w Nowym Jorku) – amerykański perkusista, znany przede wszystkim jako członek grupy Ramones.

## Kariera
Marc Bell rozpoczął karierę muzyczną na początku lat 70. w hardrockowym zespole Dust, z którym nagrał dwie płyty. W 1976 dołączył do Richarda Hella i The Voidoids biorąc udział w nagraniu ich debiutanckiego albumu Blank Generation. Na początku 1978 zastąpił w grupie Ramones Tommy’ego Ramone’a (przyjął wówczas pseudonim Marky Ramone). Z Ramones występował do końca ich kariery w 1996, z przerwą w latach 1983–1987 spowodowaną nałogiem alkoholowym (zastępował go wówczas Richie Ramone).
W 1996 z Dee Dee Ramone i jego żoną Barbarą Zampini (Barbara Ramone) utworzył zespół The Ramainz, którego repertuar składał się z coverów Ramones. W 2000 wziął udział w nagraniach solowej płyty Joeya Ramone’a Don't Worry About Me. W 2003 nagrał z zespołem The Misfits album Project 1950.
W 2009 roku Marky Ramone wraz z grupą przyjaciół stworzył projekt muzyczny Marky Ramone’s Blitzkrieg, w ramach którego wykonywane są największe przeboje zespołu The Ramones. Wokalistą formacji jest wieloletni głos zespołu Misfits – Michale Graves.
Wiosną 2009 wraz z przyjacielem Tommym Hilfigerem zajął się projektowaniem kolekcji ubrań: kurtek skórzanych, dżinsów oraz T-shirtów.

## Dyskografia

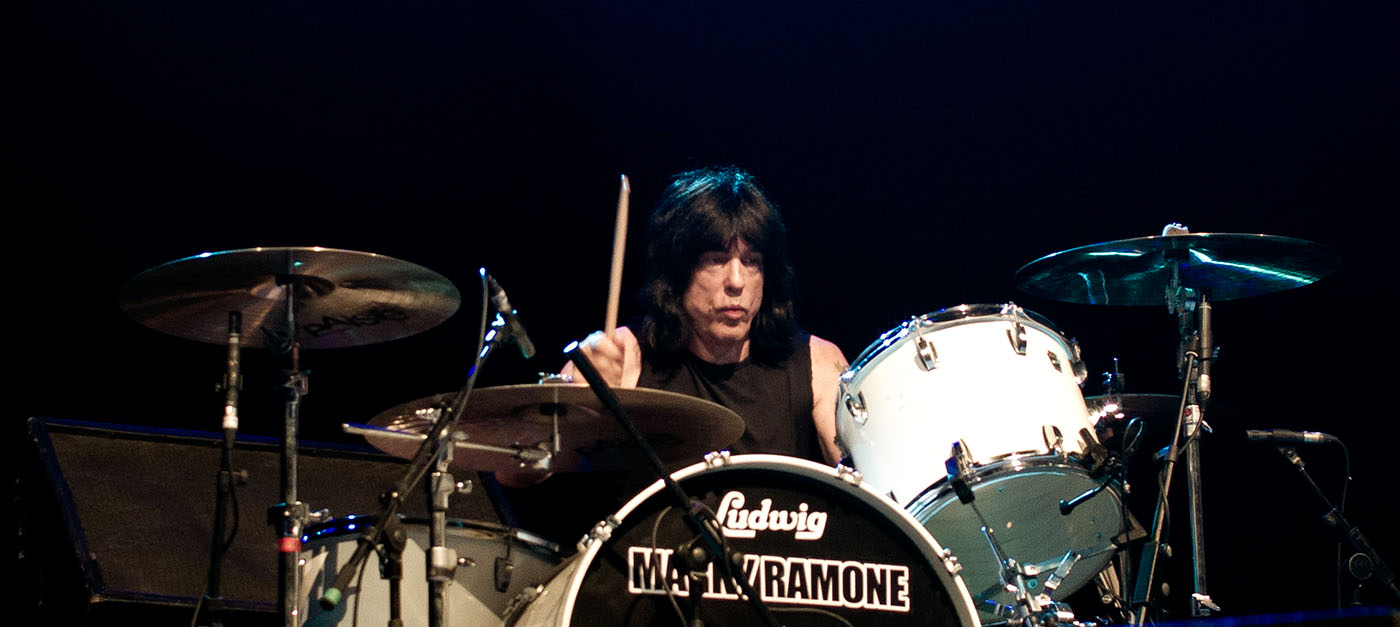
Marky Ramone grający na perkusji na koncercie.

### Dust
- Dust (1971)
- Hard Attack (1972)

### The Voidoids
- Blank Generation (1977)

### Ramones
- Road to Ruin (1978)
- End of the Century (1980)
- Pleasant Dreams (1981)
- Subterranean Jungle (1983)
- Brain Drain (1989)
- Mondo Bizarro (1992)
- Acid Eaters (1993)
- ¡Adios Amigos! (1995)

### The Misfits
- Project 1950 (2003)

## Filmografia
- Lemmy (2010, film dokumentalny, reżyseria: Greg Olliver, Wes Orshoski)[5]
- Uwaga! Mr. Baker (2012, film dokumentalny, reżyseria: Jay Bulger)[6]